# Киринское газоконденсатное месторождение
Киринское газоконденсатное месторождение — расположенное в пределах Киринского блока проекта «Сахалин-3» на шельфе о. Сахалин месторождение, открытое в 1992 году.
Введено в опытную эксплуатацию в октябре 2013 года.

## О месторождении
Расположено в 28 км от берега, к востоку от о. Сахалин. Глубина моря в районе Киринского месторождения составляет 91 м.
Первоначально запасы Киринского ГКМ по категории АВС1+С2 составляли 75,4 млрд куб. м. газа и 8,6 млн т. газового конденсата. В результате проведённых в 2009—2010 годах геологоразведочных работ запасы газа на месторождении увеличились до 137 млрд м³ по категории С1, извлекаемые запасы конденсата выросли до 15,9 млн т. Первоначально ввод месторождения в эксплуатацию планировалось осуществить в 2014 году.
Подводные добычные комплексы весом около 400 тонн установят на дне моря, каждый комплекс будет объединять 2-4 эксплуатационные скважины. Применение добычных комплексов является новой технологией, которая будет использоваться при разработке Киринского месторождения впервые в России.
Газ вместе с конденсатом и водой будет поступать на береговой технологический комплекс, который строится в Ногликском районе в 16 км от берега. Затем газ по трубопроводу пойдёт на главную газокомпрессорную станцию (район Ботасино в Ногликском районе), откуда попадёт в газотранспортную систему «Сахалин — Хабаровск — Владивосток». Газовый конденсат по конденсатопроводу будет направлен в существующий нефтепровод «Сахалин Энерджи».
Срок реализации подачи газа с Киринского месторождения — август 2012 года — определён правительством страны и руководством Газпрома.
Оператором проекта по добыче газа Киринского месторождения ОАО «Газпром» назначило ООО «Газпром добыча шельф»
После катастрофы в энергосистеме Японии правительство России призвало ускорить сроки ввода «Сахалина-3», в результате чего монополия, отказавшаяся ранее привлекать иностранных партнёров в проект, может вернуться к этой идее.
В сентябре 2012 года стало известно, что из-за отставания по срокам строительства инфраструктуры по Киринскому блоку начало газодобычи на Киринском ГКМ перенесено «Газпромом» на второй квартал 2013 года, но и это срок не был выполнен. Месторождение было введено в пробную эксплуатацию лишь 23 октября 2013 года. В мероприятиях приняли участие: председатель правления ОАО «Газпром» Алексей Миллер, представитель Президента в ДВФО Юрий Трутнев, министр энергетики РФ Александр Новак, губернатор Сахалинской области Александр Хорошавин.
На проектный уровень добычи месторождение будет выходить не менее четырёх лет.